# Charles Lewis Tiffany

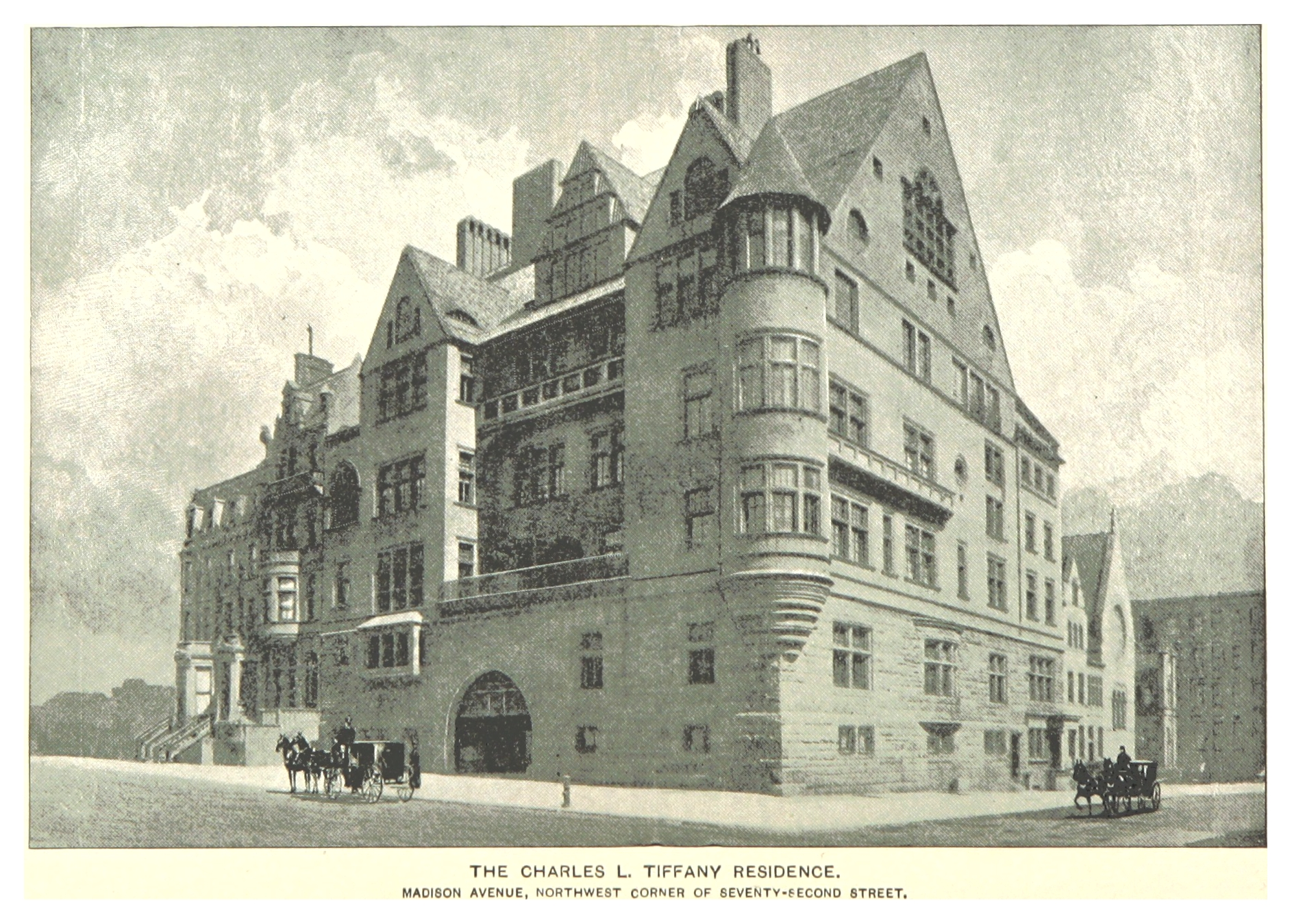
Su hogar, entre la Avenida Madison y la 72d Avenida.

Charles Lewis Tiffany (Killingly (Connecticut), Estados Unidos el 15 de febrero de 1812-Yonkers, 18 de febrero de 1902) fundó la joyería Tiffany & Co., que es actualmente una de las más prestigiosas y famosas del mundo.
Charles Tiffany nació en el pueblo de Killingly (Connecticut) en 1812. En el año 1837 se trasladó a Nueva York.

## Vida pública
Con su amigo John Young y un capital de 1000 dólares que le había dejado su padre, abrió una pequeña tienda al sur de Broadway donde vendía artículos de papelería, paraguas, vajillas... un poco de todo. El primer día cerraron la caja con unas ventas de 4,98 US$.
En el año 1858 Tiffany consiguió las sobras de una especie de cable, cortó este material en piezas e hizo unos souvenirs que tuvieron un éxito inesperado. Desde aquel momento el negocio comenzó a prosperar.
Durante la Guerra de Secesión fabricó espadas y medallas, y el capital siguió aumentando. Cuando acabó la guerra Tiffany se especializó en el comercio de objetos de oro, plata y piedras preciosas, con lo que empezó a tener entre sus clientes a los millonarios más famosos del país. Cuando murió el 18 de febrero de 1902, dejó a sus herederos un negocio de 35 millones de dólares y de renombre mundial.
La joyería se hizo cada vez más exclusiva, y en el año 1940 se estableció en una esquina de la quinta avenida de Nueva York. Hay una novela del escritor estadounidense Truman Capote que se titula Breakfast at Tiffany's (1958) y se hizo una película con el mismo título Desayuno con diamantes, protagonizada por la actriz Audrey Hepburn.
Los talleres de Tiffany crearon joyas para la reina Victoria, el sah de Persia y el zar de Rusia. Elaboraron el incomparable prendedor que Richard Burton regaló a Liz Taylor. También fue allí donde Madonna compró su lujosa vajilla. Tiffany´s también tiene sucursales en Europa, Japón y Panamá.
Le sucedió en el negocio su hijo Louis Comfort Tiffany, diseñador de estilo modernista que realizó importantes innovaciones en la técnica del vidrio irisado.